# Frederikshavn White Hawks
Frederikshavn White Hawks – duński klub hokeja na lodzie z siedzibą w Frederikshavn.

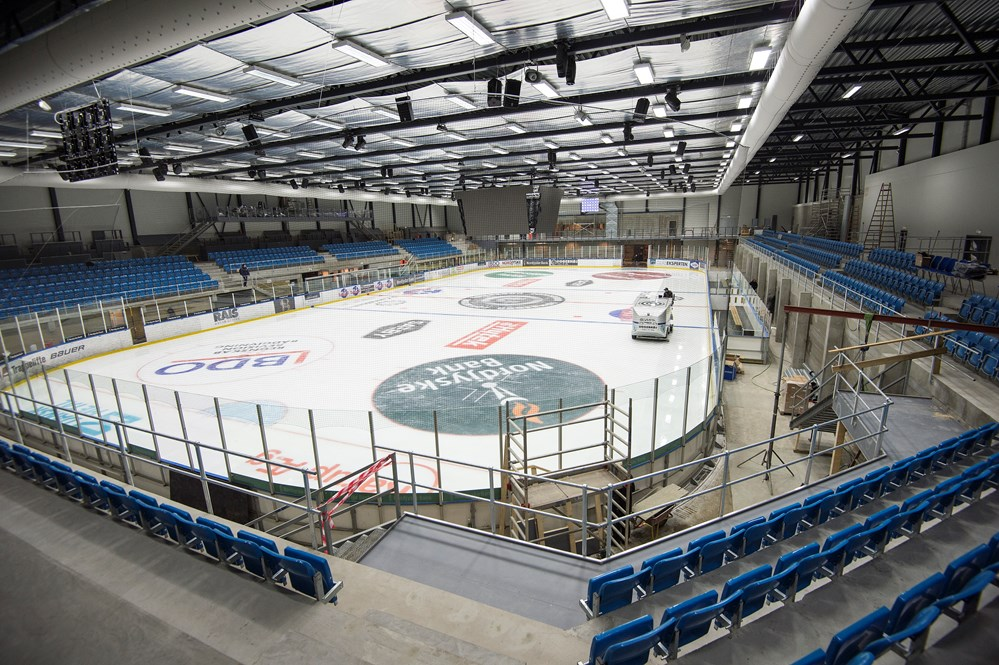
Lodowisko klubu

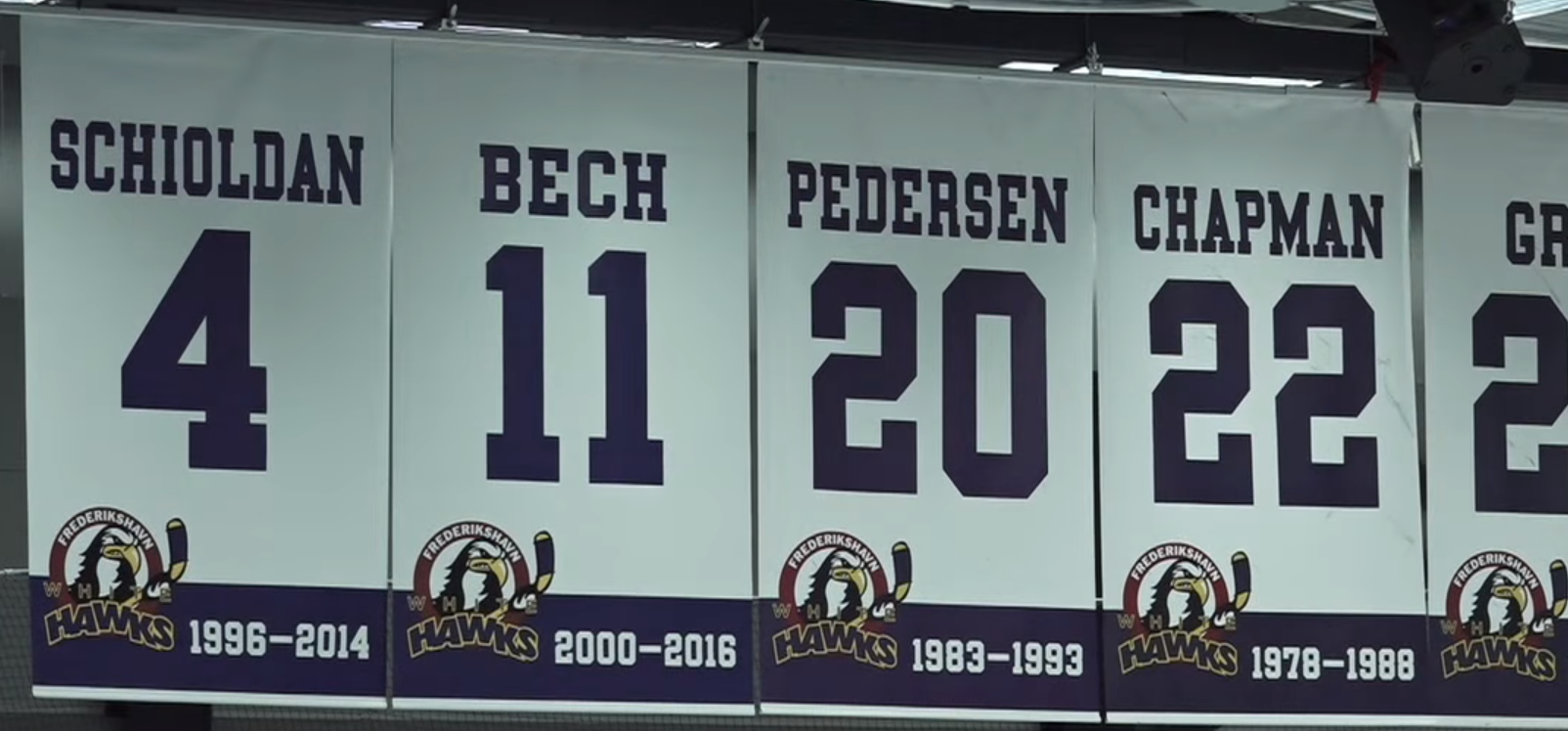
Zastrzeżone numery w hali

## Historia klubu
Historyczne nazwy
- Frederikshavn IK (1964–)
- Frederikshavn White Hawks (2005–)

Trenerami zespołu byli m.in. Fin Juha Riihijärvi (2014), Kanadyjczyk Tom Coolen (2005-2006).

## Sukcesy
- Złoty medal mistrzostw Danii: 1989 (jako Frederikshavn IK), 2000
- Srebrny medal mistrzostw Danii: 1999, 2008, 2011, 2013
- Brązowy medal mistrzostw Danii: 1990 (jako Frederikshavn IK), 1998, 2005, 2010, 2014, 2015, 2016, 2017, 2019
- Puchar Danii: 1999, 2002 (jako Frederikshavn IK), 2020
- Finał Pucharu Danii: 2000 (jako Frederikshavn IK), 2004, 2013, 2016, 2019

## Zawodnicy
Zastrzeżone numery
- 4 – Christian Schioldan
- 11 – Mads Bech
- 20 – Benny Pedersen
- 22 – Craig Chapman
- 23 – Mike Grey